# Nostrano Valtrompia
Il Nostrano Valtrompia è un formaggio DOP bresciano, a pasta extra dura, semigrasso, prodotto tutto l'anno, a partire da latte crudo e con l'aggiunta di zafferano.

## Storia
Si tratta di un formaggio tradizionale della zona di provenienza, derivato dal latte delle vacche di razza bruna molto diffuse nelle zone montane del territorio valtrumplino. Prende il nome dal termine "nostrà" che, per il dialetto locale, equivale a "fatto dalle nostre parti". Condivide con il Bagòss molte analogie (tipologia di razza bovina, metodo di produzione, caratteristiche organolettiche, presenza dello zafferano), tenuto anche conto che il territorio di produzione di quest'ultimo confina con l'alta Valtrompia.

## Zone di produzione

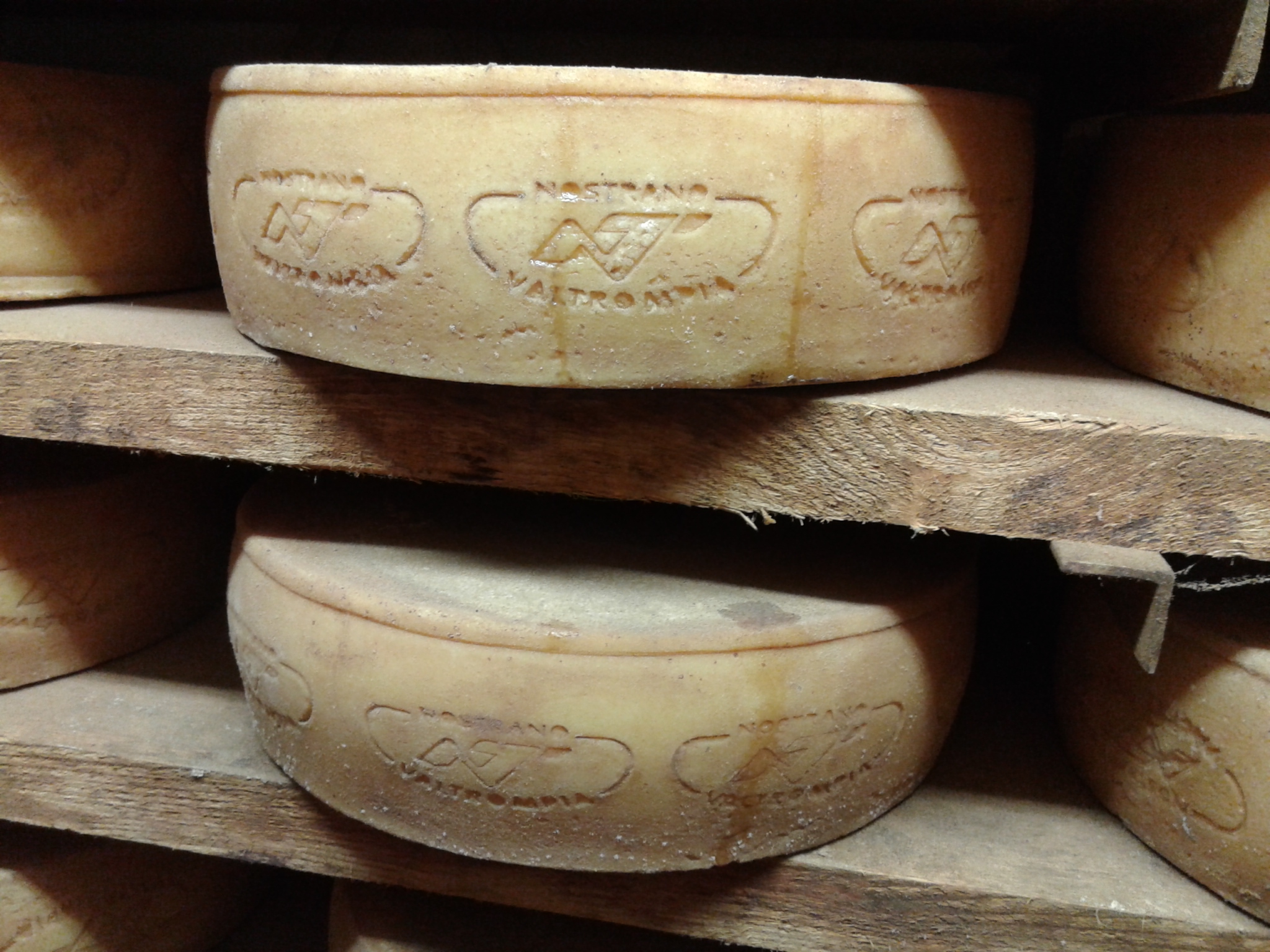
Forme in stagionatura

Il formaggio si produce nel fondo valle (versione fondo valle), nei caseifici, tutto l'anno nonché presso le numerose malghe in estate (versione alpeggio). In questo caso, il formaggio, essendo a latte crudo, conserva tutti gli aromi tipici dell'alpeggio grazie alla presenza della microflora batterica autoctona.
Oltre a tutti i comuni della valle, il disciplinare permette che la produzione possa essere eseguita anche in un piccolo e confinante territorio montano del comune di Gussago.
Particolarmente pregiate sono le forme realizzate nelle malghe dislocate sui monti Guglielmo, Maniva e Colle di San Zeno.
La conservazione ottimale avviene in ambienti non troppo caldi che possono variare da una temperatura tra i 9 e i 14 °C. La stagionatura minima è di 12 mesi.
Dal 2017 è operativo il nuovo punto di stagionatura nell'ex deposito delle miniere argentifere Costaricca di Bovegno.

## Processo di produzione
Il processo produttivo è quello tipico dei formaggio di tipo "grana" e quindi a pasta cotta: parziale scrematura per affioramento naturale, eventuale insemenzamento con aggiunta di sieroinnesto, coagulazione con caglio di vitello in caldaia (rigorosamente in rame nelle malghe) a circa 38 °C, rottura della cagliata con spino fino a raggiungere la dimensione di un chicco di riso, cottura della pasta caseosa a circa 50 °C, estrazione con tela, messa in fascera, spurgo e rivoltamenti, salatura a secco e maturazione, stagionatura con oliatura. Al latte crudo in caldaia si aggiunge lo zafferano come colorante (conferisce alla pasta il classico color paglierino intenso che diventa oro con l'invecchiamento protratto: lo zafferano non ha alcun ruolo a livello aromatico, anche perché se ne aggiunge pochissimo).
Il Nostrano Valtrompia ha uno dei disciplinari (per le DOP alpine) più severi per quanto concerne la percentuale obbligatoria di foraggio del territorio nonché il periodo minimo di permanenza delle vacche in alpeggio e/o al pascolo.

## Marchio

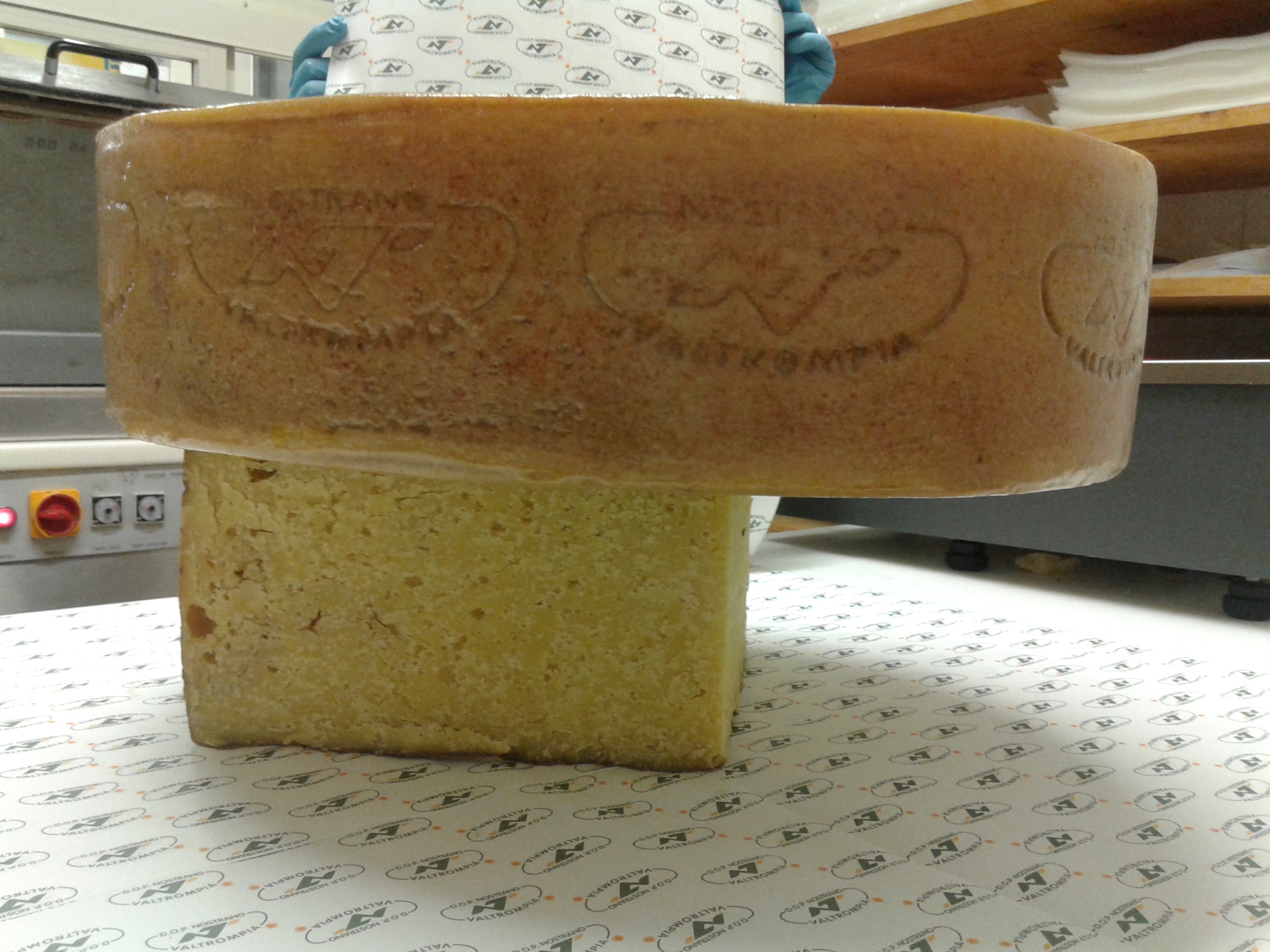
Scalzo

Il logo identificante il formaggio Nostrano Valtrompia è costituito da un semiellisse troncato al centro dalla dicitura della denominazione. All'interno del semiellisse compaiono le lettere NVT in forma maiuscola e con uno sbaffo destro della T leggermente traslato.

## Consumo e abbinamenti
Il Nostrano Valtrompia in cucina si presta a essere utilizzato come ripieno di casoncelli (ed è, infatti, uno dei piatti diffusi nella zona di origine) oppure come guarnizione di paste fresche o gratinate. In questi casi occorre un vino bianco dotato di buona struttura ma anche fresco (ad esempio un Curtefranca DOC oppure un Lugana DOC nella versione superiore o, meglio, riserva). Se consumato tal quale allora si può abbinare un vino rosato a base groppello come un Valtenesi chiaretto DOC oppure anche un Franciacorta rosé DOCG.
Quando il formaggio ha avuto una lunga stagionatura (oltre i canonici 12 mesi) allora è ottimo grattugiato sopra una semplice pasta condita con Olio Extravergine del Garda DOP o anche olio Sebino DOP. Da provare assolutamente una fetta con un Curtefranca rosso riserva o anche un Garda classico Rosso superiore DOC; se abbrustolito allora è d'obbligo un Sebino IGT passito o un Lugana DOC vendemmia tardiva.

## Caratteristiche principali

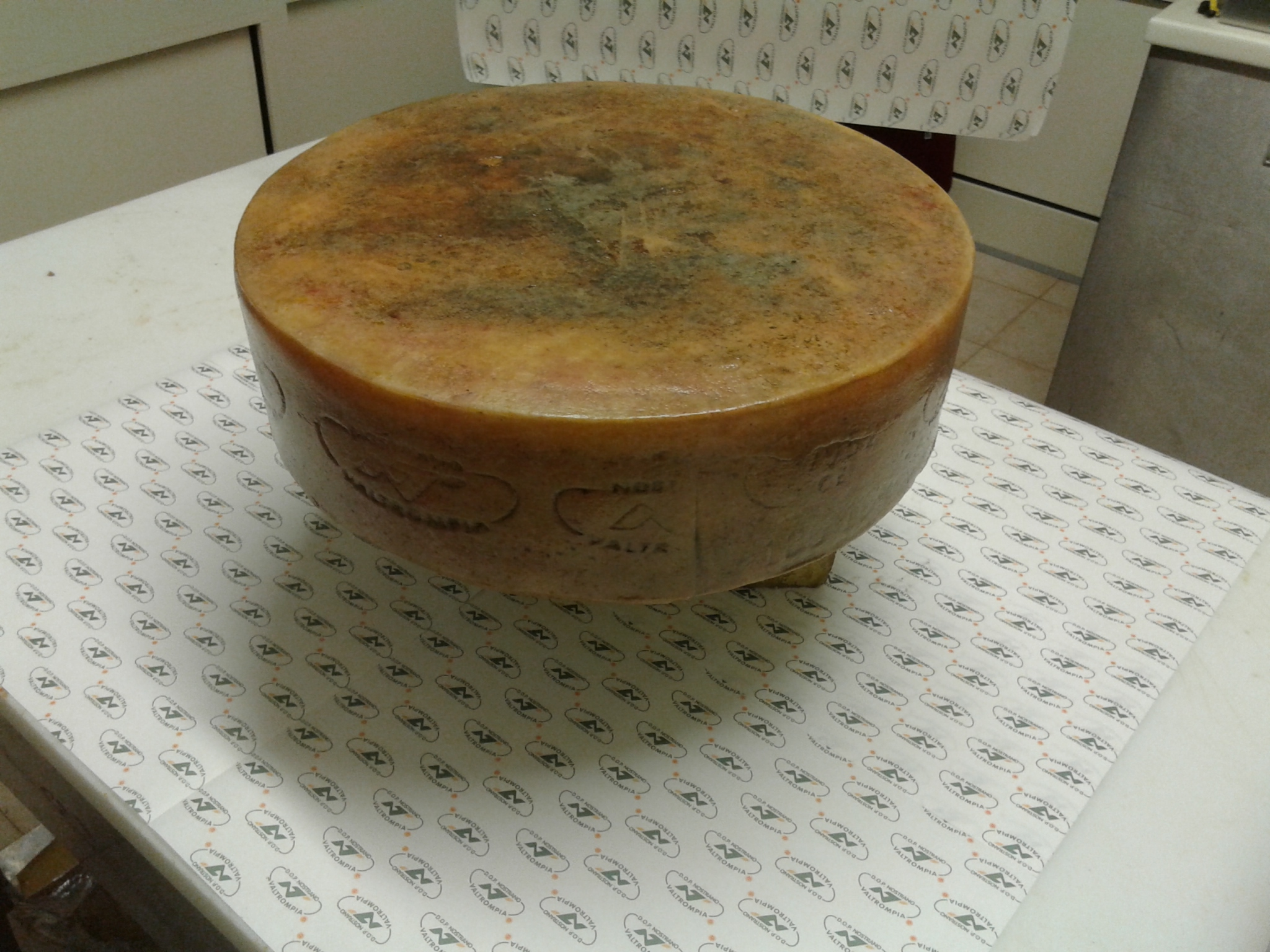
Faccia superiore forma

- Forma cilindrica con diametro 30–45 cm
- Scalzo quasi dritto di 8–12 cm
- Peso 8–18 kg
- contenuto in grasso 28-42% circa (s.s.)
- umidità massima 36% (tal quale)
- Crosta dura e liscia, di giallo bruno al rossastro. Untuosa per la presenza dell'olio di lino
- Pasta di struttura compatta (anche con occhiatura medio-fine e ben distribuita), da dura a lievemente granulosa col passare dei mesi. Colore dal giallo paglierino scarico al dorato intenso, in funzione del grado di aggiunta dello zafferano, della stagionatura e del tenore di grasso
- Note olfattive lattico-animali, floreali e di erbe di montagna (nella versione di alpeggio) e di frutta secca (tipica la castagna), speziate e penetranti su prodotti molto stagionati (spesso anche di cuoio)
- Aromi intensi, caratteristici di formaggio valligiano e tipicamente di malga nella versione di alpeggio. Il gusto è dolce e lievemente sapido. Assume classiche note appena piccanti e, in alcuni casi, piacevolmente amarognole quando la stagionatura è prolungata (nel qual caso la struttura è compatta e lievemente granulosa). La versione di fondo valle presenta aromi più di burro fuso, fiori freschi e fruttati (pera, ananas), erbe aromatiche secche nonché struttura più fondente e tenera (soprattutto con stagionatura al minimo consentito).

## Il consorzio

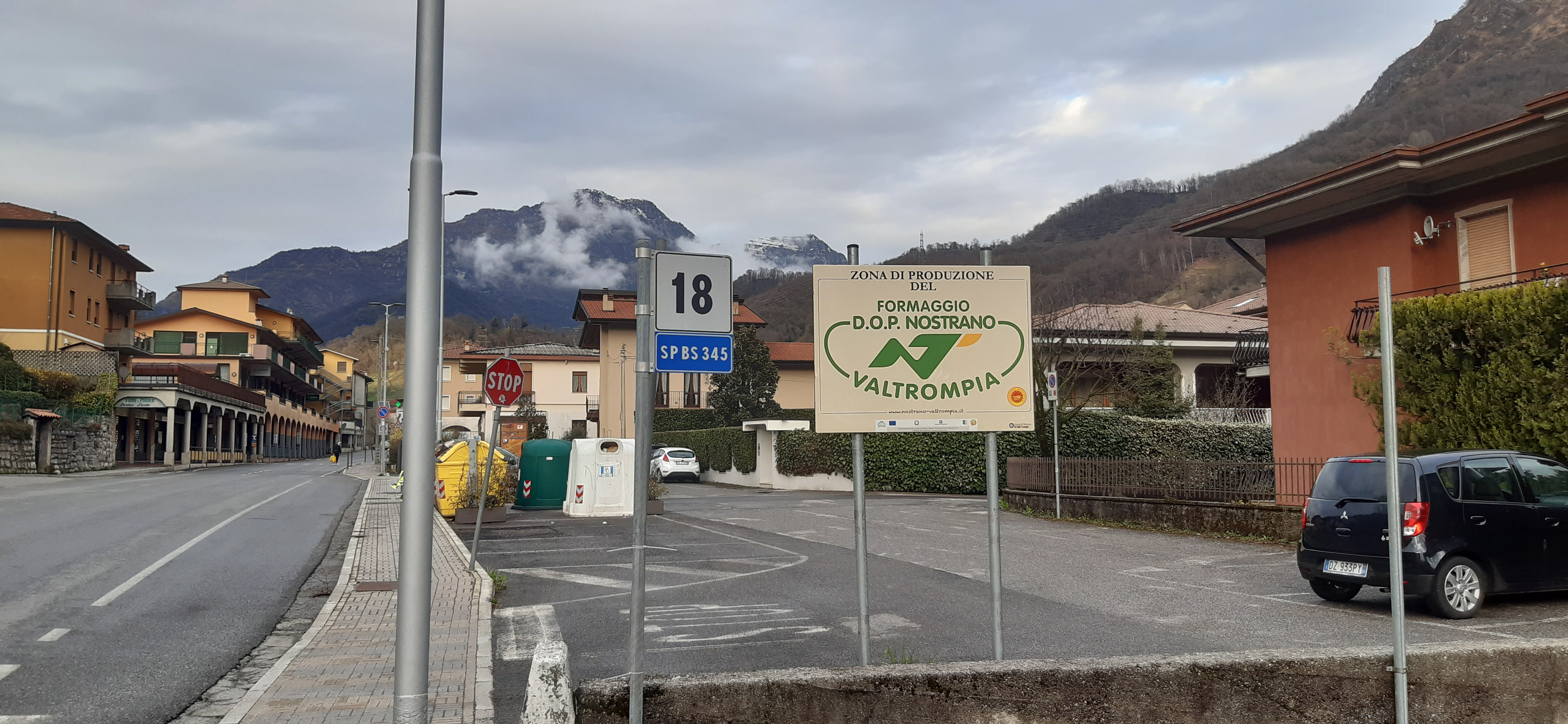
Cartello zona DOP

Da aprile 2014 il consorzio di tutela del Nostrano Valtrompia DOP ha ricevuto il riconoscimento da parte del Mipaaf ai sensi delle leggi vigenti.